# Ratumaibulu
Ratumaibulu és un cràter sobre la superfície del planeta nan Ceres, situat amb el sistema de coordenades planetocèntriques a -66.2 ° de latitud nord i 80.6 ° de longitud est. Fa un diàmetre de 20 km. El nom va ser fet oficial per la UAI el 25 d'agost del 2017 i fa referència a Ratumaibulu, déu de l'agricultura i del subsòl de la cultura de les illes Fiji.